# Spring Valley (Kentucky)
Spring Valley – miasto w Stanach Zjednoczonych, w stanie Kentucky, w hrabstwie Jefferson.